# مجموعة صافولا
مجموعة صافولا شركة سعودية تعد من أكبر شركات الصناعات الغذائية في العالم العربي. أسست سنة 1979 برأس مال بلغ 40 مليون ريال سعودي. شكلت بشكلها الحالي بعد إندماجها مع شركة بنده - العزيزية. تنشط الشركة أساسا في قطاع الصناعات الغذائية إلا أنها لها فروع تنشط في البيع بالتجزئة، اللف، العقار وتجارة الملابس. تستحوذ الشركة على نسبة 62% من سوق زيوت الطعام و92% من سوق السكر في السعودية، كما لها حضور في عدة دول أخرى أهمها مصر، الأردن والمغرب. تملك المجموعة نسبة 26% من شركة المراعي، و70% من رأسمال شركة هرفي للخدمات الغذائية و5% من شركة تعمير الأردنية، كما أنها أحد المؤسسين لشركة إعمار المدينة الاقتصادية. تملك شركة المملكة القابضة 17.9% من رأسمالها.

## تاريخ الشركة
تأسست مجموعة صافولا كشركة مساهمة سعودية في (عام 1399هـ الموافق 1979م) برأسمال قدره (40 مليون) ريال وبعدد (50 موظفاً) وتدرجت صافولا بفضل الله، في زيادة رأسمالها حتى وصل في الوقت الحالي إلى (5,339,806,840) ريال وعدد مساهميها يصل إلى حوالي (160 ألف) مساهماً.

## نشاط الشركة
إن مجموعة صافولا هي إحدى الشركات الصناعية الرائدة في المملكة العربية السعودية ودول الإقليم، حيث تمارس نشاطها الرئيس من خلال قطاعيها الرئيسين وهي: (قطاع الأغذية: والذي يشمل زيوت الطعام والسكر والمكرونة والأغذية المجمدة والمأكولات البحرية والمخبوزات والمكسرات والتوابل والبقول والتمور والبذور والفواكه المجففة والحلويات والوجبات الخفيفة المعبأة). وقطاع التجزئة -أسواق بنده)، وتقوم صافولا من خلال هذين القطاعين بتزويد أسواق المملكة العربية السعودية ودول مجلس التعاون الخليجي ودول منطقة الشرق الأوسط وعدد من دول شمال إفريقيا بمنتجاتها عالية الجودة من زيوت الطعام والسمن النباتي والسكر والمكرونة والأغذية المجمدة بالإضافة إلى الأغذية البحرية والمخبوزات. كما تملك حصص سوقية جيدة في سوق المملكة والأسواق الدولية التي تعمل فيها. فضلاً عن ذلك تملك صافولا أكبر سلسلة من متاجر التجزئة (سوبرماركت وهايبرماركت) في منطقة الشرق الأوسط والمعروفة (بأسواق بنده) والتي يصل عددها إلى (205) مركزاً تجارياً منها (201) متجراً بالمملكة و (4) مراكز تجارية في جمهورية مصر العربية. ولدى المجموعة عدد من الأنشطة الاستثمارية في شركات قائمة، من أبرزها امتلاكها لنسبة 34.52% من شركة المراعي، و49% من رأسمال شركة هرفي للخدمات الغذائية و29.99% من شركة كنان الدولية للتطوير العقاري، كما أن صافولا أحد المؤسسين لشركة مدينة المعرفة الاقتصادية والتي تملكها بنسبة 11.5% (بطريقة مباشرة وغير مباشرة). ومن أبرز علاماتها التجارية في زيوت الطعام (عافية، والعربي) وفي نشاط السكر (الأسرة) وفي المكرونة (الملكة والفراشة) وفي الأغذية المجمدة (الكبير) وفي مجال تصنيع وتوزيع الوجبات الخفيفة الصحية (بايارا) وفي قطاع التجزئة علامة (بنده). كما تعطي المجموعة أهمية خاصة لبرامج حوكمة الشركات والشفافية، بجانب اهتمامها ببرامج ومبادرات المسئولية الاجتماعية والاستدامة، ولمزيد من التفصيل يمكن الرجوع |إلى موقع الشركة الإلكتروني (www.savola.com) أو التقرير السنوي للشركة والذي يمكن الاطلاع عليه في موقع السوق المالية (تداول) أو موقع الشركة الإلكتروني.

### مجموعة صافولا
تم تأسيس مجموعة صافولا (شركة مساهمة سعودية مدرجة) في عام 1979 كشركة متخصصة في زيوت الطعام والسمن النباتي برأسمال يبلغ 40 مليون ريال سعودي وبعدد 200 موظفاً تقريباً وكان اسمها التجاري «الشركة السعودية للزيوت والسمن النباتي»، وقد بدأت باستيراد وتصفية الزيوت النباتية الخام. ثم دخلت في صناعة البلاستيك والسكر وتجارة التجزئة والتطوير العقاري وقامت بتأسيس محفظة استثمارية في شركات رائدة مثل شركة المراعي وشركة هرفي للخدمات الغذائية وشركة كنان للتطوير العقاري وبعض المدن الصناعية بالمملكة. تتواجد عمليات صافولا حالياً في أكثر من 11 بلداً، كما تصدر منتجاتها عالية الجودة إلى أكثر من ثلاثين بلداً حول العالم. ومن أبرز شركاتها الفرعية:
- شركة صافولا للأغذية التي تدير نشاطها في مجال (زيوت الطعام والسمن النباتي، والسكر والمكرونة)
- شركة العزيزية بندة المتحدة (سلسة أسواق بندة) والتي يصل عددها إلى 148 سوقاً (هايبرماركت وسوبرماركت)
- شركة صافولا لأنظمة التغليـف والتي تدير أكثر من ست مصانع تعمل في صناعة البلاستيك بنوعية المرن والخشن.
- قطاع الاستثمارات

### شركة صافولا للأغذية
يعد هذا القطاع هو أول قطاع قامت المجموعة بتأسيسه، حيث بدأ عمله في مجال الزيوت والسمن النباتي عام 1979 م تحت اسم «الشركة السعودية للزيوت والسمن النباتي»، ثم بدأ يتطور ويتوسع تدريجياً ويحقق نجاحات كبيرة في المملكة العربية السعودية وخارجها، توسّعت صافولا في أنشطة قطاع الأغذية في البلدان المجاورة لتشمل كلاً من مصر والجزائر وبلاد الشام وإيران والمغرب وتركيا والسودان وكازاخستان، كما استمر القطاع في التوسع على محورين: المحور الجغرافي عبر استكشاف أسواق جديدة في دول واعدة، ومحور أفقي يتمثل في دراسة المنتجات الجديدة التي يمكن إضافتها للقطاع. يشمل القطاع بجانب إنتاج وتسويق زيوت الطعام والسمن النباتي، صناعة السكر والمكرونة.
ومن أبرز علاماته التجارية (عافية في مجال زيت الذرة، العربي في مجال زيت النخيل، روابي في مجال السمن النباتي، والأسرة وسكر زيادة في مجال السكر، سويفا في مجال المحليات).

### الشركة المتحدة للسكر
بدأ العمل في قطاع السكر في عام 1994 م من خلال تأسيس مصفاة للسكر في جدة بطاقة إنتاجية قدرها 500 ألف طن متري سنوياً، وتبلغ طاقتها الإنتاجية حالياً ما يزيد على 1,2 مليون طن متري سنوياً. ويتم توزيع إنتاجها وتصديره إلى دول مجلس التعاون الخليجي ودول منطقة الشرق الأوسط. وأطلقت مجموعة صافولا أيضاً مصفاة للسكر في مصر (بميناء العين السخنة بالسويس) بطاقة إنتاجية قدرها 800 ألف طن متري سنوياً.

### شركة صافولا لأنظمة التغليـف
شكل تأسيس معمل البلاستيك عام 1991 م تطوراً طبيعياً لصناعة زيوت الطعام. فامتلاك الشركة لوحدات تصنيع خاصة بها يؤمن لها بشكل دائم حاجتها من منتجات التغليف عالية الجودة. إلا أن تطور صناعة التغليف في المملكة لاحقاً جعل من الممكن الاعتماد بشكل أكبر على المصانع المحلية في توفير معظم احتياجات الشركة، فقامت صافولا ببيع عدد من أنشطة التغليف لديها مثل صناعة الكرتون وصناعة الزجاج والطباعة على الصفيح وطباعة اللاصقات، بينما احتفظت بنشاط قطاع المواد البلاستيكية، حيث كان ولا زال يمثل قطاعاً واعداً بالنمو. ولقد تطور قطاع البلاستيك ونما حتى أصبح من كبريات شركات منتجات التغليف البلاستيكي في المملكة ويقدم منتجاته للعديد من الشركات الصناعية في المملكة وخارجها. حيث يدير قطاع البلاستيك ست مصانع تعمل في صناعة البلاستيك بنوعية المرن والخشن بالمملكة (جدة والرياض) وبجمهورية مصر العربية (بالإسكندرية).

### أسواق بنده العزيزية
دخلت صافولا في نشاط التجزئة في أواخر عام 1998م عبر الاستحواذ على مجموعة أسواق بنده. وهكذا تمكٌنت مجموعة صافولا، التي كانت تتمتع بالفعل بصناعة غذائية مزدهرة، من توسيع سلسلة محفظتها الاستثمارية الخاصة بها لتمتد من الصناعة والإنتاج وحتى أسواق البيع بالتجزئة. وقد بلغ عدد متاجر التجزئة حوالي 148 متجراً حتى يونيو 2013 م.

### شركة كنان العقارية
أدى الاستحواذ على مجموعة أسواق بنده إلى نشوء مكوّن عقاري مهم يتمثل في عشرة مراكز تسوق كانت مجموعة بنده هي المالك الرئيس فيها. ونظراً إلى الاختلاف بين طبيعة نشاطي التجزئة والعقارات، حيث يتمتع كل نشاط منهما بدوافع عمل خاصة به، فقد قامت صافولا بفصل النشاطين وشكلت قطاعاً مملوكاً بالكامل خاصاً بالتطوير العقاري. وخلال عام 2006 م تم تأسيس شركة كنان الدولية للتطوير العقاري لتكون هي الجهة المالكة والمشغلة للعقارات الخاصة بمراكز التسوق الكبيرة، حيث تملك مجموعة صافولا 29.99% من رأسمالها.

### شركة هرفي للخدمات الغذائية
تضمنت عملية استحواذ مجموعة صافولا على بنده عام 1998 م، استحواذها ضمناً على حصة رئيسية (70%) في شركة هرفي للخدمات الغذائية التخصصة في مطاعم الوجبات السريعة والمخبوزات. وبعد أن تم طرح 30% من أسهم شركة هرفي للاكتتاب العام مؤخراً، أصبحت المجموعة تملك 49% من رأسمال شركة هرفي.

### قطاع الاستثمارات
لقد شكٌلت الاستثمارات على امتداد تاريخ مجموعة صافولا جزءاً أساسياً من أنشطتها في فترة لم يكن في السوق السعودي صناديق الاستثمار الخاص (Private Equity)، إلا أن المرحلة الحالية من تطور صافولا أضحت مرحلة التركيز على الأنشطة الرئيسية التي تمتلك فيها صافولا ميزة تنافسية متراكمة وكبيرة. حيث قامت صافولا ببيع معظم استثماراتها الجانبية أو تلك التي لا تحقق عوائد مجزية لكي تستثمر النقد المتوفر من تلك العمليات في توسيع أنشطتها الرئيسية. كما أنها لا تزال تسعى للتخارج من استثماراتها الجانبية الأخرى متى ما كان الوقت والسعر مناسبين. إلا أن صافولا استمرت في الاحتفاظ بحصتها في شركة المراعي، التي تزيد حالياً على 29.9% والتي استحوذت عليها عام 1991 م، إذ أن المراعي هي شركة رائدة في الشرق الأوسط في مجال منتجات الألبان وعصائر الفواكه الطازجة والمعجنات. ولقد أثبتت شركة المراعي أنها تشكل استثماراً إستراتيجياً جيداً لصافولا يحمل قيمة مضافة للمجموعة.

## الشركات التابعة
إن مجموعة صافولا تعمل من خلال ثلاث قطاعات رئيسة تشغيلية  هي: قطاع الأغذية والذي يشمل نشاط زيوت الطعام، والسكر والمكرونة، وقطاع التجزئة من خلال أسواق بنده (سوبر ماركت وهايبر ماركت)، وقطاع البلاستيك المتخصص في إنتاج البلاستيك بنوعيه المرن والخشن، بالإضافة إلى قطاع الاستثمار والذي يشمل عدد من الأنشطة الاستثمارية في شركات قائمة، من أبرزها امتلاك صافولا لنسبة 36.52% من شركة المراعي، و49% من رأسمال شركة هرفي للخدمات الغذائية و29.99% من شركة كنان للتطوير العقاري و5% من شركة تعمير الأردنية، بجانب أنها من المؤسسين إلى شركة مدينة المعرفة الاقتصادية بالمدينة المنورة وشركة إعمار المدينة الاقتصادية.
هذا وتنتشر عمليات مجموعة صافولا بشكل واسع في عدد من دول الشرق الأوسط وشمال إفريقيا وآسيا الوسطى، كما تملك المجموعة استثمارات إستراتيجية في عدد من الشركات الرائدة والصناديق الاستثمارية والأنشطة والاستثمارات العقارية، وفيما يلي بيان بالشركات التابعة والشقيقة للمجموعة داخل المملكة العربية السعودية وخارجها وأنشطتها الرئيسة وبلد التأسيس، كما في 31/12/2011 م (يتم تحديث هذه البيانات بنهاية كل سنة مالية وفقاً للحسابات الختامية المدققة).
فيما يلي بيان بالشركات التابعة والشقيقة للمجموعة داخل المملكة العربية السعودية وخارجها وأنشطتها الرئيسة وبلد التأسيس:
| اسم الشركة التابعة                 | نسبة الملكية | النشاط الرئيسي                                                 | مكان العمليات                                                                          | مكان التأسيس             |
| ---------------------------------- | ------------ | -------------------------------------------------------------- | -------------------------------------------------------------------------------------- | ------------------------ |
| شركة صافولا للأغذية                | 100.00%      | الأغذية الأساسية (زيوت الطعام والسمن النباتي، السكر، المكرونة) | شركة قابضة تدير استثمارات صافولا في مجال الأغذية داخل المملكة العربية السعودية وخارجها | المملكة العربية السعودية |
| شركة عافية العالمية                | 95.19%       | انتاج وتكرير زيوت الطعام                                       | السعودية، مصر، إيران، تركيا، الأردن                                                    | المملكة العربية السعودية |
| شركة صافولا لأسواق الأغذية الناشئة | 95.40%       | شركة قابضة                                                     | شركة أوفشور                                                                            | الجزر البريطانية العذراء |
| الشركة المتحدة للسكر               | 74.48%       | انتاج وتكرير السكر                                             | السعودية                                                                               | المملكة العربية السعودية |
| شركة الملكة للصناعات الغذائية      | 100.00%      | تصنيع المكرونة                                                 | مصر                                                                                    | مصر                      |
| شركة الفراشة للصناعات الغذائية     | 100.00%      | تصنيع المكرونة                                                 | مصر                                                                                    | مصر                      |
| الشركة الدولية للصناعات الغذائية   | 100.00%      | تصنيع وإنتاج الدهون المتخصصة                                   | السعودية                                                                               | المملكة العربية السعودية |
| شركة بنده للتجزئة                  | 98.87%       | تجارة التجزئة                                                  | السعودية، ومصر                                                                         | المملكة العربية السعودية |
| شركة الطعام الجيد                  | 100.00%      | شركة قابضة                                                     | السعودية وبعض دول الخليج العربي                                                        | المملكة العربية السعودية |

## البيانات
| تاريخ التأسيس | تاريخ الادراج | الرمز الدولي | نهاية السنة المالية | مراجعي الحسابات              |
| ------------- | ------------- | ------------ | ------------------- | ---------------------------- |
| 1979/01/10    | 1991/12/01    | SA0007879162 | 31/12               | [مكتب الفوزان وشركاه (KPMG)] |

## ملف الأسهم
| رأس المال المصرح به (ريال سعودي) | عدد الأسهم المصدرة | رأس المال المدفوع (ريال سعودي) | القيمة الاسمية للسهم | القيمة المدفوعة للسهم |
| -------------------------------- | ------------------ | ------------------------------ | -------------------- | --------------------- |
| 5,339,806,840                    | 533,980,684        | 5,339,806,840                  | 10                   | 10                    |

- آخر تحديث:2013-11-14

تغيرات في راس المال
| تاريخ اعلان التوصية | نوع الإصدار   | تاريخ الاستحقاق | رأس المال الجديد | رأس المال السابق |
| ------------------- | ------------- | --------------- | ---------------- | ---------------- |
| 2013-04-06          | استحواذ       | 2013-11-04      | 5,339,806,840    | 5,000,000,000    |
| 2008-01-19          | منحة اسهم     | 2008-03-25      | 5,000,000,000    | 3,750,000,000    |
| 2006-07-23          | منحة اسهم     | 2006-10-11      | 3,750,000,000    | 3,000,000,000    |
| 2006-01-30          | منحة اسهم     | 2006-04-15      | 3,000,000,000    | 1,800,000,000    |
| 2005-05-04          | حقوق الاولوية | 2005-11-16      | 1,800,000,000    | 1,500,000,000    |
| 2005-05-04          | منحة اسهم     | 2005-07-16      | 1,500,000,000    | 1,250,000,000    |
| 2005-02-09          | منحة اسهم     | 2005-03-19      | 1,250,000,000    | 1,000,000,000    |
| 2004-04-17          | منحة اسهم     | 2004-05-18      | 1,000,000,000    | 800,000,000      |
| 2003-05-26          | منحة اسهم     | 2003-07-05      | 800,000,000      | 628,571,400      |
| 1999-09-18          | منحة اسهم     | 1999-12-21      | 628,571,400      | 550,000,000      |
| 1998-10-03          | استحواذ       | 1998-12-29      | 550,000,000      | 400,000,000      |
| 1998-02-26          | منحة اسهم     | 1998-03-25      | 400,000,000      | 350,000,000      |
| 1996-01-18          | منحة اسهم     | 1996-04-17      | 350,000,000      | 300,000,000      |

* آخر تحديث:  2021/10/21
- المصدر:  إفصاح